# Labidus
Labidus is een geslacht van trekmieren uit de onderfamilie Dorylinae. De wetenschappelijke naam van het geslacht is voor het eerst geldig gepubliceerd in 1807 door Louis Jurine.
Dit geslacht komt voor van het zuiden van de Verenigde Staten tot Argentinië. Er zijn zeven soorten gekend, waarvan Labidus coecus en Labidus praedator het meest zijn bestudeerd. Labidus coecus leeft voornamelijk ondergronds; deze soort foerageert in galerijen net onder het oppervlak of onder grote stenen. Kolonies van Labidus praedator bivakkeren ook ondergronds maar ze foerageren en migreren bovengronds. Een kolonne kan dan meer dan drie meter breed zijn. Deze kolonies behoren tot de grootste van alle Ecitonini en tellen gemiddeld meer dan een miljoen individuen (sommige schattingen gaan tot 4 miljoen). Werkmieren zoeken bij het migreren in rottend materiaal naar insecten en larven, terwil de soldatenmieren zich ophouden aan weerszijden van de kolonne. Ze vallen onder meer vuurmieren (Solenopsis) en reuzenmieren (Camponotus) aan en mieren uit de geslachten Ectatomma en Trachymyrmex.

## Soorten[3]
- L. auropubens (Santschi, 1920)
- L. coecus (Latreille, 1802)
- L. curvipes (Emery, 1900)
- L. mars (Forel, 1912)
- L. praedator (Smith, F., 1858)
- L. spininodis (Emery, 1890)
- L. truncatidens (Santschi, 1920)